# Heinrich Kiesling
Heinrich Kiesling (31 de maio de 1909 - 18 de junho de 1944) foi um oficial alemão que serviu no Deutsches Heer durante a Segunda Guerra Mundial. Foi condecorado com a Cruz de Cavaleiro da Cruz de Ferro com Folhas de Carvalho.

## Condecorações
| Cruz de Ferro (1939) 2ª Classe                                   | 16 de maio de 1940      |
| Cruz de Ferro (1939) 1ª Classe                                   | 26 de julho de 1940     |
| Distintivo de Feridos (1939) em Preto                            |                         |
| Distintivo de Feridos (1939) em Prata                            |                         |
| Distintivo da infantaria de assalto                              |                         |
| Medalha da Frente Oriental                                       | 28 de agosto de 1492    |
| Cruz de Cavaleiro da Cruz de Ferro                               | 10 de junho de 1943     |
| Cruz de Cavaleiro da Cruz de Ferro com Folhas de Carvalho nº 321 | 7 de novembro de 1943   |
| Mencionado na Wehrmachtbericht                                   | 13 de fevereiro de 1944 |